# Данилевич Федір Степанович
Федір Степанович Данилевич (1892 — ?) — український радянський діяч, голова виконавчого комітету Волинської губернської ради, голова виконавчого комітету Лубенської окружної ради. Член ВУЦВК.

## Біографія
Член Української партії есерів з 1914 року, член Української компартії (боротьбистів) з травня 1918 року.
З 12 до 16 січня 1919 року — голова Чернігівського повітового революційного комітету.
З 17 січня 1919 року — завідувач Чернігівським повітового земельного відділу.
З січня 1920 року — завідувач Ніжинського повітового відділу соціального захисту і голова Ніжинського повітового комітету УКП (боротьбистів).
Член РКП(б) з квітня 1920 року.
З 2 травня 1920 року — член Ніжинського повітового революційного комітету і трійки повітового комітету КП(б)У.
У 1921 році — голова виконавчого комітету Волинської губернської ради.
У березні 1927—1929 роках — голова виконавчого комітету Лубенської окружної ради.